# Eskil Drangel
Eskil Johan Emanuel Drangel, född den 3 juni 1886 i Stockholm, död där den 4 maj 1977, var en svensk jurist.
Drangel avlade studentexamen 1904 och juris kandidatexamen vid Uppsala universitet 1909. Han blev extra ordinarie notarie i Stockholms rådhusrätt 1909, genomförde tingstjänstgöring 1910–1912, började tjänstgöra i Svea hovrätt 1912, blev extra ordinarie kanslist i justitierevisionen 1913, extra ordinarie amanuens i socialstyrelsen samma år, tillförordnad fiskal i hovrätten 1915, adjungerad ledamot där 1916 och assessor 1918. Drangel var tillförordnad revisionssekreterare 1920–1921, hovrättsråd i Svea hovrätt 1923–1953, vice divisionsordförande 1935–1943 och divisionsordförande 1943–1953, från 1947 med titeln lagman. Han var sekreterare hos 1919 års proportionalvalssakkunniga 1919–1920 och av Överståthållareämbetet utsedd till medlare i tvister mellan makar i Stockholm 1922–1927. Drangel blev riddare av Nordstjärneorden 1926, kommendör av andra klassen av samma orden 1938 och kommendör av första klassen 1953. Han vilar i en familjegrav på Norra begravningsplatsen utanför Stockholm.